# Ögedei Khan
Ögedei (ook Ögädäi, Ögedäi, Oktay enzovoort), ca. 1189 – 11 december 1241, was de derde zoon van Dzjengis Khan. Hij werd de tweede khan van het Mongoolse Rijk na zijn vader en Tolui. Hij zette de uitbreiding van het imperium voort die zijn vader was begonnen. Net als alle andere zonen van Dzjengis, nam hij uitgebreid deel aan de veroveringen in noordelijk China en Centraal-Azië.
Hij werd verkozen tot opperste khan in 1229, volgens de kuriltai die na de dood van Dzjengis in Karakorum werd gehouden. Het was de duidelijke wens van Dzjengis dat hij door Ögedei zou worden opgevolgd.
Tijdens zijn regeerperiode, voltooiden de Mongolen de vernietiging van het imperium van de Jurchen en Jin (in 1234). Ze kwamen in contact (en conflict) met de zuidelijke Song-dynastie. In 1235 begonnen de Mongolen met een veroveringsoorlog die vijfenveertig jaar zou voortduren. Uiteindelijk resulteerde het in de volledige annexatie van China. De Mongoolse legers verkenden Korea, vestigden permanente controle over Perzië en breidden zich westelijk onder het bevel van Batu Khan uit tot de Russische steppe. Hun westelijke veroveringen omvatten bijna heel Rusland (behalve Novgorod), Hongarije en Polen.
De Mongoolse uitbreiding in het Aziatische continent onder de leiding van Ögedei hielp de politieke stabiliteit te waarborgen en de Zijderoute open te houden voor handel.
De dood van Ögedei in 1241 zorgde ervoor dat de Mongoolse invasie van Europa niet verder ging. De bevelhebbers hoorden het nieuws en trokken zich voor de kuriltai in Mongolië terug. Ze keerden nooit meer terug naar het westen.
Ögedei was getrouwd met Töregene. Zij trad als regent op als vrouwelijke khan, khatun. Zijn zoon Güyük volgde hem uiteindelijk op.